# (1988) Delores
(1988) Delores (1952 SV; 1951 GF1; 1952 UU; 1971 UE; 1973 GH) ist ein Asteroid des Hauptgürtels, der am 28. September 1952 im Rahmen des Indiana Asteroid Program im Goethe-Link-Observatorium entdeckt wurde.
Der Asteroid wurde auf Vorschlag von Paul Herget nach Delores Owings benannt, einer Mitarbeiterin von Tom Gehrels.